# Далльгов-Дёбериц
Далльгов-Дёбериц (нем. Dallgow-Döberitz) — община в Германии, в земле Бранденбург.
Входит в состав района Хафельланд.  Население составляет 8636 человек (на 31 декабря 2010 года). Занимает площадь 65,94 км².

## Население

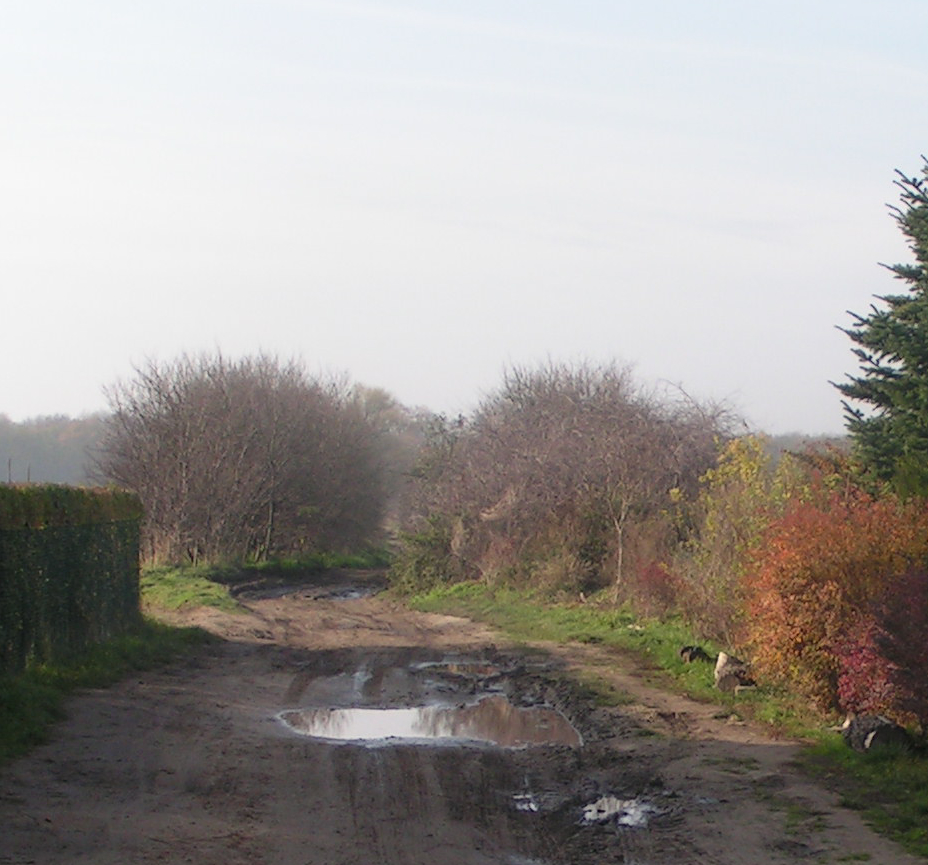
Дальгов-Дёбериц

| Год  | Население |
| ---- | --------- |
| 1990 | 3 469     |
| 1995 | 4 075     |
| 2000 | 6 444     |
| 2005 | 7 786     |
| 2010 | 8 636     |
| 2015 | 9 700     |
| 2020 | 10 298    |